# كيث وليامز (لاعب كرة سلة)
كيث وليامز (30 مارس 1965 - ) (بالإنجليزية: Keith Williams)‏ هو لاعب كرة سلة أمريكي في مركز هجوم خلفي.

## وصلات خارجية
- كيث وليامز على موقع كلية كرة السلة في سبورتس رفرنس.كوم (الإنجليزية)